# Риди Молар
Риди Молар (фр. Rudy Molard; 17. септембар 1989) француски је професионални бициклиста који тренутно вози за UCI ворлд тур тим — Групама—ФДЈ. Каријеру је почео 2011. године у Кофидису као стажер, а 2012. је потписао вишегодишњи уговор са тимом; исте године је освојио брдску класификацију на Тур де л’Ен трци. Године 2014. завршио је Тур де Луксембург на четвртом мјесту и освојио је класификацију за најбољег младог возача, док је 2015. завршио Тур де Лимузен на трећем мјесту и остварио је једну етапну побједу.
Године 2017. прешао је у ФДЈ тим, гдје је прве сезоне завршио Флеш Валон на осмом мјесту. Године 2018. остварио је етапну побједу на Париз—Ници, док је у финишу сезоне носио лидерску мајицу на Вуелта а Еспањи на четири етапе. Године 2019. завршио је Париз—Ницу на седмом мјесту и Ђиро ди Ломбардију на десетом, док је 2020. поново завршио Париз—Ницу на седмом мјесту. Године 2021. завршио је првенство Француске у друмској вожњи на другом мјесту, иза Ремија Кавање, док је 2022. завршио Флеш Валон и Ђиро ди Ломбардију на осмом мјесту и носио је лидерску мајицу на Вуелта а Еспањи на једној етапи.
Године 2023. возио је Ђиро д’Италију, гдје је на добио награду за најагресивнијег возача на хронометру на првој етапи.